# Carstul Babin
Carstul Babin (în ucraineană Бабинський карст) este un monument al naturii de tip geologic de importanță locală din raionul Chelmenți, regiunea Cernăuți (Ucraina), situată la nord de satul Babin.
Suprafața ariei protejate constituie 20 de hectare și a fost înființată în anul 1993 prin decizia consiliului regional. Statutul a fost acordat pentru protecția fragmentelor din carst cu roci pitorești și vegetație valoroasă, unele specii listate în Cartea Roșie a Ucrainei.